# Jegor Wasiljew
Jegor Wasiljew, pseud. „flamie" (Егор Васильев,  ur. 5 kwietnia 1997) – rosyjski zawodowy gracz Counter-Strike: Global Offensive, będący riflerem dla organizacji Natus Vincere. Były reprezentant takich formacji jak: USSR Team, dAT Team czy HellRaisers. 12 najlepszy gracz CS:GO 2016 roku. Dotychczas w swojej karierze zarobił ok. 619 tysięcy dolarów.

## Kariera
Karierę rozpoczął w 2013 roku, kiedy dołączył do amatorskiej formacji – b.s3x, z którą nic nie osiągnął. W 2014 dołączył do dAT Team, gdzie zakwalifikował się na turniej ESL One Cologne 2014, gdzie ostatecznie dAT Team zajęło 13/16 miejsce, przegrywając z iBUYPOWER. 14 stycznia 2015 roku dołączył do HellRaisers, z którą zajął m.in. 3 miejsce na Assembly Winter 2015. 16 marca 2015 opuścił HellRaisers, a już następnego dnia dołączył do Natus Vincere za starixa. Był to najlepszy moment w karierze młodego Rosjanina, ponieważ z tą formacją wygrał m.in. Intel Extreme Masters X San Jose czy też zajął 2 miejsce na DreamHack Open Cluj-Napoca, przegrywając z Team Envy w finale. Jegor do dziś reprezentują rosyjską markę, która obecnie znajduje się na 8 miejscu w rankingu najlepszych drużyn CS:GO, tworzonego przez serwis HLTV.

## Wyróżnienia indywidualne
- Został wybrany 14 najlepszym graczem 2015 roku według serwisu HLTV[6].
- Został wybrany 12 najlepszym graczem 2016 roku według serwisu HLTV[7].

## Osiągnięcia[8][9]
- 1 miejsce – ESL Pro League I
- 3/4 miejsce – Gfinity Spring Masters 2
- 3 miejsce – Fragbite Masters Season 4
- 2 miejsce – DreamHack Open Summer 2015
- 1 miejsce – StarLadder StarSeries XIII
- 1 miejsce – Electronic Sports World Cup 2015
- 2 miejsce – CEVO Season 7 Professional
- 1 miejsce – CS:GO Champions League Season 1
- 2 miejsce – Gaming Paradise 2015
- 2 miejsce – DreamHack Open Cluj⁠-⁠Napoca 2015
- 1 miejsce – Intel Extreme Masters X – San Jose
- 2 miejsce – ESL ESEA Pro League Season 2 – Finals
- 2 miejsce – StarLadder i-League StarSeries XIV
- 1 miejsce – DreamHack Open Leipzig 2016
- 3/4 miejsce – Intel Extreme Masters X – World Championship
- 1 miejsce – Counter Pit League Season 2 – Finals
- 2 miejsce – MLG Major Championship: Columbus 2016
- 2 miejsce – DreamHack Masters Malmö 2016
- 2 miejsce – StarLadder i-League Invitational #1
- 3/4 miejsce – ELEAGUE Season 1
- 1 miejsce – ESL One: New York 2016
- 3/4 miejsce – EPICENTER 2016
- 3/4 miejsce – StarLadder i-League StarSeries Season 3
- 2 miejsce – Adrenaline Cyber League 2017
- 3/4 miejsce – ESL One Cologne 2017
- 1 miejsce – DreamHack Open Winter 2017
- 3/4 miejsce – ELEAGUE Major: Boston 2018
- 2 miejsce – StarLadder & i-League StarSeries Season 4
- 2 miejsce – DreamHack Masters Marseille 2018
- 3/4 miejsce – ESL Pro League Season 7 – Finals
- 1 miejsce – StarSeries & i-League CS:GO Season 5
- 1 miejsce – CS:GO Asia Championships 2018
- 1 miejsce – ESL One: Cologne 2018
- 3/4 miejsce – ELEAGUE CS:GO Premier 2018
- 2 miejsce – FACEIT Major London 2018
- 1 miejsce – WESG 2018 Russia
- 2 miejsce – EPICENTER 2018
- 1 miejsce – BLAST Pro Series Copenhagen 2018
- 2 miejsce – BLAST Pro Series: Lisbon 2018
- 2 miejsce – GG.Bet Ice Challenge 2019
- 3/4 miejsce – Intel Extreme Masters XIII – Katowice Major 2019
- 1 miejsce – StarSeries & i-League CS:GO Season 7
- 3/4 miejsce – ESL One: Cologne 2019
- 3/4 miejsce – DreamHack Masters Malmö 2019
- 3 miejsce – BLAST Pro Series: Copenhagen 2019
- 3/4 miejsce – ESL Pro League Season 10 – Finals